# ألويس ليختشتاينر
ألويس ليختشتاينر هو رسام سويسري، ولد في 9 يوليو 1950 في Ohmstal ‏ في سويسرا.